# 阿米娜托·阿里·艾哈迈德·海达尔
阿米娜托·阿里·艾哈迈德·海达尔（阿拉伯语：‎，1966年7月24日—），出生于摩洛哥塔塔省，为西撒哈拉独立运动领导人，撒拉威阿拉伯民主共和国领袖。1987年到1991年、2005年到2006年，她两度因为独立运动被羁押。2009年，她在兰萨罗特机场进行绝食抗议。海达尔获得了多项人权奖项，包括2008年罗伯特·弗朗西斯·肯尼迪人权奖，2009年公民勇气奖，2012年荣获诺贝尔和平奖提名。

## 生平

### 早年生涯
1966年，海达尔出生在摩洛哥塔塔省，其父母是黑棕褐色皮肤人种，她在撒哈拉以南的一个小城市度过了她的童年，小镇基本上都是贝都因人。虽然海达尔认同波利萨里奥阵线是撒拉威阿拉伯民主共和国的唯一合法代表，她并不是波利萨里奥阵线成员。她有2个孩子，哈亚特和默罕默德。

### 独立运动
1987年，海达尔参加非暴力示威反对摩洛哥占领西撒哈拉，摩洛哥政府未经审查直接逮捕和羁押了被抓住的示威者。1991年，海达尔获释。根据美国罗伯特·肯尼迪正义和人权中心的报道，海达尔在监狱中遭到“封口、饥饿、禁止睡眠、电击和殴打”。
摩洛哥政府一直都没有给出羁押海达尔的正当合理的法律解释，国际特赦组织表示，海达尔的行为是和平倡导西撒哈拉人自决。

### 2006年到2009年
2005年6月17日，海达尔参加西撒哈拉独立运动，遭到警察逮捕和殴打，她被送到医院，头部缝了12针，警方控告海达尔参加“未经授权的协会”和暴力示威活动，海达尔又被羁押到监狱。8月8日至9月29日，海达尔绝食抗议，要求彻查案件，同时改善监狱生活条件。12月14日，海达尔被法院判刑7个月，人权观察组织调查显示，“审判是不公平的，把人权捍卫者定性为政治犯”。
2005年10月27日，欧洲议会发表决议，呼吁摩洛哥政府立即释放她和其他37个政治犯。
2006年1月17日，海达尔结束了她的监狱生活，发表文章，她说：“没有完全释放所有政治犯，西撒哈拉的国土仍然遭到摩洛哥政府的占领”。

### 近年
2009年11月13日，海达尔被摩洛哥政府逮捕，因为她擅自删除国籍“摩洛哥”。摩洛哥政府没收了她的护照，把她送回到加那利群岛。两名西班牙记者陪同她拘留了数小时。摩洛哥官员称海达尔是叛国人士。
2010年1月19日，海达尔回到西班牙马德里，2006年，西班牙政府给她颁发了西班牙居留证。由于海达尔长期在监狱饱受折磨，她患有贫血和胃溃疡。国际特赦组织表示，海达尔和其家人受到摩洛哥政府的监视，摩洛哥安全部队经常骚扰他们家。3月7日，海达尔在格拉纳达大学发表欧洲联盟摩洛哥峰会演讲，说“西撒哈拉的苦难”，批评欧盟安抚极权主义政权摩洛哥政府，牺牲人权换取经济效益。3月24日，海达尔开始访问华盛顿特区，会见美国国务院的官员和美国代表时，她呼吁美国政府对摩洛哥政府施加压力，“尊重摩洛哥人权，寻找政治解决方案”。10月15日，海达尔出现在卡萨布兰卡法院，数十个撒哈拉社会活动家和二十个外国观察家参加，审判7个激进分子，摩洛哥政府称他们威胁摩洛哥国家安全。海达尔在法院抨击摩洛哥政府打压言论自由，同时抨击西班牙政府违法国际法，“否认撒哈拉威人合法自决权”。
2011年10月29日，海达尔的儿子因性侵犯遭到警察逮捕和殴打，被打成终身残疾。2012年7月8日，撒哈拉威人权组织称海达尔的孩子受到不明伤害。

## 奖项
| 年份 | 奖项                         | 是否得奖 | 备注 |
| ---- | ---------------------------- | -------- | ---- |
| 2008 | 罗伯特·弗朗西斯·肯尼迪人权奖 | 獲獎     |      |
| 2009 | 公民勇气奖                   | 獲獎     |      |
| 2012 | 诺贝尔和平奖                 | 提名     |      |